# Рон Хауард
Роналд Вилијам Хауард (енгл. Ronald William Howard, Данкан, 1. март 1954) јесте амерички глумац и филмски стваралац. Хауард је познат по томе што је у младости играо две велике улоге у телевизијским ситкомима и режирао је низ успешних играних филмова касније у својој каријери.
Хауард је први пут примећен у улози младог Опија Тејлора, сина шерифа Андија Тејлора (којег је играо Анди Грифит) у ситкому Анди Грифит Шоу од 1960. до 1968. године. За то време појавио се и у музичком филму Музичар (1962) и Удварање Едијевог оца (1963). Глумио је Стива Боландера у класичном филму Амерички графити (1973). Хауард је постао домаћин ситкома Срећни дани, у коме је глумио тинејџера Ричија Канингема и која је трајала седам година. Хауард је наставио да снима филмове током овог времена, појављујући се у вестерну Пуцач (1976) и Велика крађа аута (1977), које је такође и режирао.
Хауард је напустио Срећне дане 1980. године како би се фокусирао на режирање. Његови филмови укључују научнофантастичну фантазију Чахура (1985), историјску документарну драму Аполо 13 (1995), биографску драму Блистави ум (2001) (за коју је освојио Оскара за најбољег режисера и Оскара за најбољи филм), трилер Да Винчијев код (2006), историјску драму Фрост против Никсона (2008) (номиновану за Оскара за најбољег режисера и Оскара за најбољи филм) и Соло: прича Ратова звезда (2018).
Од 2003. године, Хауард је приповедао у Фоксовој (касније Нетфликсовој) серији Arrested Development, на којој је такође радио и као извршни продуцент и одиграо је полуфикционалну верзију себе.
Хауард је, 2003. године, добио награду Национална медаља за уметност. Астероид 12561 Хауард је назван по њему. Примљен је у Телевизијску кућу славних. Хауард има две звезде на Холивудској стази славних за своје доприносе у телевизијској и филмској индустрији.

## Младост
Хауард је рођен у Данкану, Оклахоми, 1954. године, као старији син глумице Жан Спигл Хауард (1927–2000), и режисера, писца и глумца Ранса Хауарда (1928–2017). Има немачко, енглеско, шкотско, ирско и холандско порекло. Његов отац рођен је са презименом "Бекенхолдт", а уметничко презиме "Хауард" узео је 1948. године за своју глумачку каријеру. Ранс Хауард је служио три године у Америчком ратном ваздухопловству, у време када је Рон рођен. Породица се преселила у Холивуд 1958. године, годину дана пре рођења Роновог млађег брата, Клинта Хауарда. Изнајмили су кућу у јужном блоку Десилу студија, где је касније сниман Анди Грифит Шоу. У Холивуду су живели најмање три године, пре него што су се преселили у Бербанк.
Хауард је у својим млађим годинама подучаван у Десилу студију, а завршио је Џон Бероуз средњу школу. Касније је похађао Универзитет Јужне Калифорније на Школи кинематографских уметности, али није дипломирао.
Хауард је изјавио да је од младости знао да би можда желео да буде режисер захваљујући свом искуству у глуми.

## Приватни живот
Хауард је оженио писца Шерил Али (рођену 1953. године) 7. јуна 1975. године. Имају четворо деце: кћерке Брајс Далас Хауард (рођену 1981. године), Џоселин Карлајл и Пејџ Хауард (рођене 1985. године) и сина Рида Кроса (рођеног 1987. године).

## Филмографија

### Филмови
| Година         | Назив                          | Оригиналан назив               | Режисер | Писац | Продуцент |
| -------------- | ------------------------------ | ------------------------------ | ------- | ----- | --------- |
| 1977           | Велика крађа аута              | Grand Theft Auto               | Да      | Да    | Не        |
| 1978           | Шећерна вуна                   | Cotton Candy                   | Да      | Да    | Не        |
| 1982           | Ноћна смена                    | Night Shift                    | Да      | Не    | Не        |
| 1984           | Прскање                        | Splash                         | Да      | Не    | Не        |
| 1985           | Чахура                         | Cocoon                         | Да      | Не    | Не        |
| 1986           | Гунг Хо (човек радничке класе) | Gung Ho (Working Class Man)    | Да      | Не    | Да        |
| 1988           | Врба                           | Willow                         | Да      | Не    | Не        |
| 1988           | Чист и трезан                  | Clean and Sober                | Не      | Не    | Да        |
| 1989           | Родитељство                    | Parenthood                     | Да      | Да    | Не        |
| 1991           | Ватрени вихор                  | Backdraft                      | Да      | Не    | Не        |
| 1992           | Тамо далеко                    | Far and Away                   | Да      | Да    | Да        |
| 1994           | Папир                          | The Paper                      | Да      | Не    | Не        |
| 1995           | Аполо 13                       | Apollo 13                      | Да      | Не    | Не        |
| 1996           | Одаја                          | The Chamber                    | Не      | Не    | Да        |
| 1996           | Уцена                          | Ransom                         | Да      | Не    | Не        |
| 1997           | Измишљање Абота                | Inventing the Abbotts          | Не      | Не    | Да        |
| 1999           | Ед из телевизора               | EDtv                           | Да      | Не    | Да        |
| 2000           | Како је Гринч украо Божић      | How the Grinch Stole Christmas | Да      | Не    | Да        |
| 2001           | Блистави ум                    | A Beautiful Mind               | Да      | Не    | Да        |
| 2003           | Нестали                        | The Missing                    | Да      | Не    | Да        |
| 2004           | Аламо                          | The Alamo                      | Не      | Не    | Да        |
| 2005           | Бајка о боксеру                | Cinderella Man                 | Да      | Не    | Да        |
| 2006           | Радознали Џорџ                 | Curious George                 | Не      | Не    | Да        |
| 2006           | Да Винчијев код                | The Da Vinci Code              | Да      | Не    | Да        |
| 2008           | Фрост против Никсона           | Frost/Nixon                    | Да      | Не    | Да        |
| 2009           | Анђели и демони                | Angels & Demons                | Да      | Не    | Да        |
| 2011           | Дилема                         | The Dilemma                    | Да      | Не    | Да        |
| 2011           | Немирни                        | Restless                       | Не      | Не    | Да        |
| 2011           | Каубоји и ванземаљци           | Cowboys & Aliens               | Не      | Не    | Да        |
| 2013           | Трка живота                    | Rush                           | Да      | Не    | Да        |
| 2013           | Направљено у Америци           | Made in America                | Да      | Не    | Да        |
| 2014           | Добра лаж                      | The Good Lie                   | Не      | Не    | Да        |
| 2015           | У срцу мора                    | In the Heart of the Sea        | Да      | Не    | Да        |
| 2016           | Инферно                        | Inferno                        | Да      | Не    | Да        |
| 2017           | Мрачна кула                    | The Dark Tower                 | Не      | Не    | Да        |
| 2017           | Направљено у Америци           | American Made                  | Не      | Не    | Да        |
| 2018           | Соло: прича Ратова звезда      | Solo: A Star Wars Story        | Да      | Не    | Не        |
| 2019           | Трилер                         | Thriller                       | Не      | Не    | Да        |
| биће објављено | Савршена жена                  | The Perfect Wife               | Да      | Не    | Да        |

#### Глумачке улоге
| Година | Назив                                 | Оригиналан назив                              | Улога                                                   |
| ------ | ------------------------------------- | --------------------------------------------- | ------------------------------------------------------- |
| 1956   | Гранична жена                         | Frontier Woman                                | Бит Парт                                                |
| 1959   | Турнеја                               | The Journey                                   | Били Рајниландер                                        |
| 1961   | Пет минута до преноса уживо           | Five Minutes to Live                          | Боби                                                    |
| 1962   | Музичар                               | The Music Man                                 | Винтроп Пару                                            |
| 1963   | Удварање Едијевог оца                 | The Courtship of Eddie's Father               | Еди                                                     |
| 1965   | Село дивова                           | Village of the Giants                         | Геније                                                  |
| 1970   | Дивља земља                           | The Wild Country                              | Вирџил Танер                                            |
| 1973   | Амерички графити                      | American Graffiti                             | Стив Боландер                                           |
| 1973   | Срећан Дан мајки, с љубављу Џорџ      | Happy Mother's Day, Love George               | Џони                                                    |
| 1974   | Спајкова банда                        | The Spikes Gang                               | Лес Рихтер                                              |
| 1976   | Први голи мјузикл                     | The First Nudie Musical                       | глумац на аудицији                                      |
| 1976   | Једи моју прашину!                    | Eat My Dust!                                  | Хувер Ниболд                                            |
| 1976   | Пуцач                                 | The Shootist                                  | Гилиом Роџерс                                           |
| 1977   | Велика крађа аута                     | Grand Theft Auto                              | Сем Фриман                                              |
| 1979   | Амерички графити 2                    | More American Graffiti                        | Стив Боландер                                           |
| 1982   | Ноћна смена                           | Night Shift                                   | иритантни саксофониста / момак који се љуби са девојком |
| 1998   | Добродошли у Холивуд                  | Welcome to Hollywood                          | глуми себе                                              |
| 2000   | Независан                             | The Independent                               | глуми себе                                              |
| 2000   | Како је Гринч украо Божић             | How the Grinch Stole Christmas                | Хувил Таунсперсон                                       |
| 2001   | Осмозис Џоунс                         | Osmosis Jones                                 | Том Колоник                                             |
| 2001   | Блистави ум                           | A Beautiful Mind                              | човек на гувернеровом балу                              |
| 2013   | Са брда Попи                          | From Up on Poppy Hill                         | председник Филозофоског клуба                           |
| 2016   | Уметност погодбе Доналда Трампа: филм | Donald Trump's The Art of the Deal: The Movie | глуми себе                                              |

#### Документарни филмови
| Година | Назив                     | Оригиналан назив                 | Режисер | Продуцент | Глуми себе |
| ------ | ------------------------- | -------------------------------- | ------- | --------- | ---------- |
| 1992   | Магична реч Чака Џоунса   | The Magical World of Chuck Jones | Да      | Не        | Да         |
| 1998   | Једна визија              | One Vision                       | Не      | Не        | Да         |
| 1999   | Изван отирача             | Beyond the Mat                   | Не      | Да        | Не         |
| 2004   | Реците им ко сте          | Tell Them Who You Are            | Не      | Не        | Да         |
| 2005   | Унутар дубоког грла       | Inside Deep Throat               | Не      | Да        | Не         |
| 2007   | У сенци месеца            | In the Shadow of the Moon        | Не      | Не        | Да         |
| 2012   | Кејти Пери: Део мене      | Katy Perry: Part of Me           | Не      | Да        | Не         |
| 2016   | Битлси: Осам дана недељно | The Beatles: Eight Days a Week   | Да      | Да        | Не         |

#### Кратки филмови
| Година | Назив                                 | Оригиналан назив                  | Режисер | Продуцент | Глумац | Улога      |
| ------ | ------------------------------------- | --------------------------------- | ------- | --------- | ------ | ---------- |
| 1969   | Стара боја                            | Old Paint                         | Не      | Да        | Не     |            |
| 1969   | Дело Деринга-Дуа                      | Deed of Derring-Do                | Не      | Да        | Не     |            |
| 1969   | Карте, преваранти, пушке, клин и смрт | Cards, Cads, Guns, Gore and Death | Не      | Да        | Не     |            |
| 2011   | Смрт и повратак Супермена             | The Death and Return of Superman  | Не      | Не        | Да     | Максов син |
| 2011   | Када ме пронађеш                      | When You Find Me                  | Да      | Не        | Не     |            |

#### Извршни продуцент
- Лео и Лори (1980)
- Ничија земља (1987)
- Вибрације (1988)
- Бурбови (1989)
- Дорси (1991)
- Земља у ормару (1991)
- Радознали Џорџ 2: Прати тог мајмуна! (2010)
- Радознали Џорџ 3: Повратак у џунглу (2015)

### Телевизија

#### Као глумац
| Година                | Назив                       | Оригиналан назив                  | Улога                                     |
| --------------------- | --------------------------- | --------------------------------- | ----------------------------------------- |
| 1959                  | Џони Ринго                  | Johnny Ringo                      | Рики Перот                                |
| 1959                  | Пет прстију                 | Five Fingers                      |                                           |
| 1959                  | Зона сумрака                | The Twilight Zone                 | Вилкокс дечко                             |
| 1959                  | ДуПонт шоу са Џун Алисон    | The DuPont Show with June Allyson | Вим Веглес                                |
| 1959                  | Претња Денис                | Dennis the Menace                 | Стјуарт                                   |
| 1959                  | Многе љубави Доби Гилис     | The Many Loves of Dobie Gillis    | Ден Адамс/Џорџи/мали дечак са Рејом Ганом |
| 1959                  | Главно електрично позориште | General Electric Theater          | Барнаби Бакстер/Ренди                     |
| 1959                  | Хенеси                      | Hennesey                          | Вокер                                     |
| 1960                  | Дени Томас шоу              | The Danny Thomas Show             | Опи Тејлор                                |
| 1960                  | Шејене                      | Cheyenne                          | Тими                                      |
| 1960                  | Пит и Гледис                | Pete and Gladys                   | Томи                                      |
| 1960–1968             | Анди Грифит шоу             | The Andy Griffith Show            | Опи Тејлор                                |
| 1962                  | Рута 66                     | Route 66                          | Чет Данкан                                |
| 1962                  | Нова врста                  | The New Breed                     | Томи Симс                                 |
| 1963                  | Једанаести час              | The Eleventh Hour                 | Бери Стјуарт                              |
| 1964                  | Велика авантура             | The Great Adventure               | Денијел Вотерхаус                         |
| 1964                  | Др. Килдер                  | Dr. Kildare                       | Џери Прентис                              |
| 1964                  | Бегунац                     | The Fugitive                      | Гас                                       |
| 1965                  | Велика долина               | The Big Valley                    | Томи                                      |
| 1966                  | Гомер Пајли, У. С. М. Ц     | Gomer Pyle, U.S.M.C.              | Опи Тејлор                                |
| 1966                  | Ја шпијун                   | I Spy                             | Алан Лоден                                |
| 1967                  | Монрои                      | The Monroes                       | Тимоти Прескот                            |
| 1967                  | Нежни Бен                   | Gentle Ben                        | Џоди Катлер                               |
| 1968                  | Мејбери Р. Ф. Д.            | Mayberry R.F.D.                   | Опи Тејлор                                |
| 1968                  | Арчи шоу                    | The Archie Show                   | Арчи Ендрус                               |
| 1968                  | Ленсер                      | Lancer                            | Турк Кодл/Вили                            |
| 1969                  | Џуд за одбрану              | Judd for the Defense              | Phil Beeton                               |
| 1969                  | Денијел Бун                 | Daniel Boone                      | Лук                                       |
| 1969                  | Дим пиштоља                 | Gunsmoke                          | Џејми                                     |
| 1969                  | Земља дивова                | Land of the Giants                | Џодар                                     |
| 1970                  | Дим                         | Smoke                             | Крис                                      |
| 1970                  | Директор                    | The Headmaster                    | Тони Лендис                               |
| 1970                  | Леси                        | Lassie                            | Гери                                      |
| 1971-1972             | Породица Смит               | The Smith Family                  | Боб Смит                                  |
| 1972                  | Љубав, амерички стил        | Love, American Style              | Ричард "Ричи" Канингем                    |
| 1972                  | Ћелави: Нови доктори        | The Bold Ones: The New Doctors    | Кори Мерлино                              |
| 1972                  | Бонанза                     | Bonanza                           | Тед Хог                                   |
| 1973                  | М*Е*Ш                       | M*A*S*H                           | војник Волтер/Вендел Петерсон             |
| 1974                  | Валтонови                   | The Waltons                       | Сет Тарнер                                |
| 1974–1984             | Срећни дани                 | Happy Days                        | Ричард "Ричи" Канингем                    |
| 1974                  | Скакавци                    | Locusts                           | Дони Флечер                               |
| 1974                  | Мигранти                    | The Migrants                      | Лајл Барлоу                               |
| 1975                  | Хаклбери Фин                | Huckleberry Finn                  | Хаклбери Фин                              |
| 1976                  | Лаверн и Ширли              | Laverne & Shirley                 | Ричи Канингем                             |
| 1976                  | Ја сам будала               | I'm a Fool                        | Енди                                      |
| 1980                  | Фонз и банда Срећних дана   | The Fonz and the Happy Days Gang  | Ричи Канингем (глас)                      |
| 1980                  | Чин љубави                  | Act of Love                       | Леон Сибулковски                          |
| 1981                  | Горка жетва                 | Bitter Harvest                    | Нед Де Врис                               |
| 1981                  | Ватра на планини            | Fire on the Mountain              | Ли Меки                                   |
| 1983                  | Када те љубав напусти       | When Your Lover Leaves            |                                           |
| 1986                  | Повратак у Мејбери          | Return to Mayberry                | Опи Тејлор                                |
| 1988                  | Канал 99                    | Channel 99                        | глуми себе                                |
| 1998-1999             | Симпсонови                  | The Simpsons                      | глуми себе (глас)                         |
| 1999                  | Фрејжер                     | Frasier                           | Стивен (глас)                             |
| 2003–2006; 2013; 2018 | Arrested Development        | Arrested Development              | Наратор Полуфикционална верзија себе      |
| 2016                  | Чудан пар                   | The Odd Couple                    | Стенли                                    |
| 2017                  | Ово смо ми                  | This is Us                        | глуми себе                                |

#### Као режисер
| Година | Назив                 | Оригиналан назив          |
| ------ | --------------------- | ------------------------- |
| 1978   | Шећерна вуна          | Cotton Candy              |
| 1980   | Скајвард              | Skyward                   |
| 1981   | Кроз магичну пирамиду | Through the Magic Pyramid |
| 1983   | Литлшотс              | Littleshots               |
| 2017   | Геније                | Genius                    |

#### Као продуцент
| Година                | Назив                 | Оригиналан назив           |
| --------------------- | --------------------- | -------------------------- |
| 1981                  | Скајвард Божић        | Skyward Christmas          |
| 1983                  | Када те љубав напусти | When Your Lover Leaves     |
| 1984–1985             | Максимална сигурност  | Maximum Security           |
| 1985                  | Нема већег поклона    | No Greater Gift            |
| 1985                  | Унутар ретког ваздуха | Into Thin Air              |
| 1986                  | Усамљени клинац       | The Lone-Star Kid          |
| 1987                  | Узми пет              | Take Five                  |
| 1988                  | Отров                 | Poison                     |
| 1999                  | Пут Мулхоланд         | Mullholland Drive          |
| 1990–1991             | Родитељство           | Parenthood                 |
| 1998                  | Од Земље до Месеца    | From the Earth to the Moon |
| 1998–2000             | Спортска ноћ          | Sports Night               |
| 1998–2002             | Фелисити              | Felicity                   |
| 1999–2001             | Пиџаме                | The PJs                    |
| 1999                  | Студентске афере      | Student Affairs            |
| 2000                  | Земља чуда            | Wonderland                 |
| 2000                  | Силиконске глупости   | Silicon Follies            |
| 2001                  | Звер                  | The Beast                  |
| 2003                  | Снобови               | The Snobs                  |
| 2006–данас            | Радознали Џорџ        | Curious George             |
| 2010–2015             | Родитељство           | Parenthood                 |
| 2012                  | Велики бег            | The Great Escape           |
| 2003–2006; 2013, 2018 | Arrested Development  | Arrested Development       |
| 2014                  | Неопевани хероји      | Unsung Heroes              |
| 2015–данас            | Откриће               | Breakthrough               |
| 2016–данас            | Марс                  | Mars                       |
| 2017                  | Мрачна кула           | The Dark Tower             |

## Награде и номинације
| Година | Филм                      | Оскар      | Оскар   | БАФТА      | БАФТА   | Златни глобус | Златни глобус |
| Година | Филм                      | Номинације | Награде | Номинације | Награде | Номинације    | Награде       |
| ------ | ------------------------- | ---------- | ------- | ---------- | ------- | ------------- | ------------- |
| 1982   | Ноћна смена               |            |         |            |         | 1             |               |
| 1984   | Прскање                   | 1          |         |            |         | 1             |               |
| 1985   | Чахура                    | 2          | 2       |            |         | 1             |               |
| 1988   | Врба                      | 1          |         |            |         |               |               |
| 1989   | Родитељство               | 2          |         |            |         | 1             |               |
| 1991   | Ватрени вихор             | 3          |         | 1          |         |               |               |
| 1994   | Папир                     | 1          |         |            |         |               |               |
| 1995   | Аполо 13                  | 9          | 2       | 5          | 2       | 4             |               |
| 1996   | Уцена                     |            |         |            |         | 1             |               |
| 2000   | Како је Гринч украо Божић | 3          | 1       | 1          | 1       | 1             |               |
| 2001   | Блистави ум               | 8          | 4       | 5          | 2       | 6             | 4             |
| 2005   | Бајка о боксеру           | 3          |         | 1          |         | 2             |               |
| 2006   | Да Винчијев код           |            |         |            |         | 1             |               |
| 2008   | Фрост против Никсона      | 5          |         | 6          |         | 5             |               |
| 2013   | Трка живота               |            |         | 4          | 2       | 2             |               |
| Укупно | Укупно                    | 38         | 9       | 23         | 7       | 26            | 4             |